# Szymon Matuszewski
Szymon Matuszewski (ur. 31 sierpnia 1976 w Krotoszynie) – polski prawnik i entomolog, doktor nauk prawnych i doktor habilitowany nauk biologicznych, specjalista w zakresie kryminalistyki i entomologii sądowej.

## Życiorys
Ukończył prawo na Wydziale Prawa i Administracji UAM oraz biologię na Wydziale Biologii tej uczelni. W 2004 uzyskał na Wydziale Prawa i Administracji UAM stopień doktorski na podstawie pracy pt. "Pamięć pisma” (promotorem był Mirosław Owoc). Habilitował się w 2013 na podstawie oceny dorobku naukowego i cyklu publikacji na temat: "Sukcesja owadów na zwłokach świni domowej w różnych typach lasów i jej wykorzystanie w entomologii sądowej". Pracuje na stanowisku adiunkta i kierownika Pracowni Kryminalistyki Wydziału Prawa i Administracji UAM.
Swoje prace publikował w czasopismach polskich i zagranicznych, m.in. w "Polskim Piśmie Entomologicznym", "Forensic Science International" oraz "International Journal of Legal Medicine"